# Albești (okręg Jassy)
Albești – wieś w Rumunii, w okręgu Jassy, w gminie Brăești. W 2011 roku liczyła 400 mieszkańców.